# Earl of Normanton

Wappen der Earls of Normanton

Earl of Normanton ist ein erblicher britischer Adelstitel in der Peerage of Ireland.
Familiensitz der Earls ist Somerley House bei Ringwood in Hampshire.

## Verleihung
Der Titel wurde am 4. Februar 1806 für den Erzbischof von Dublin Charles Agar, 1. Viscount Somerton, geschaffen.

## Nachgeordnete Titel
Der 1. Earl war bereits am 29. Dezember 1800 zum Viscount Somerton, of Somerton in the County of Kilkenny, sowie am 12. Juni 1795 zum Baron Somerton, of Somerton in the County of Kilkenny, erhoben worden, beide in der Peerage of Ireland.
Sein Enkel, der 3. Earl, wurde am 9. April 1873 in der Peerage of the United Kingdom zum Baron Somerton, of Somerley in the County of Hampshire, erhoben.
Der 6. Earl erbte zudem am 22. Dezember 1974 den am 13. August 1794 in der Peerage of Great Britain für einen Vorfahren geschaffenen Titel 9. Baron Mendip, of Mendip in the County of Somerset.

## Liste der Earls of Normanton (1806)
- Charles Agar, 1. Earl of Normanton (1736–1809)
- Welbore Agar, 2. Earl of Normanton (1778–1868)
- James Agar, 3. Earl of Normanton (1818–1896)
- Sidney Agar, 4. Earl of Normanton (1865–1933)
- Edward Agar, 5. Earl of Normanton (1910–1967)
- Shaun Agar, 6. Earl of Normanton (* 1945)

Titelerbe (Heir apparent) ist der Sohn des aktuellen Titelinhabers, James Agar, Viscount Somerton (* 1982).